# 岩槻秀明
岩槻 秀明（いわつき ひであき、1982年9月1日-　）は、日本の科学ライター。

## 略歴
宮城県気仙沼市出身。人間総合科学大学人間科学部卒業。気象予報士。千葉県立関宿城博物館展示協力員。自然科学系ライターとして、身近な自然に関する執筆活動を行っている。愛称・わぴちゃん。所属事務所は、株式会社エイピーエンタテインメント。

## 著書
- 『あっくんの見えない闘い ぼくの心の叫び、誰か気付いて』新風舎 2000
- 『雲の大研究 大自然の贈りもの 気象の不思議がよくわかる!』PHP研究所 2005
- 『最新天気がよ～くわかる本 天気の仕組みを科学する ポケット図解』秀和システム 2006
- 『街でよく見かける雑草や野草がよーくわかる本 handy & color illustrated book 収録数550種超!』秀和システム 2006
- 『身近にあるハーブがよーくわかる本 handy & color illustrated book』秀和システム 2007
- 『野草観察会を100倍楽しむ事典 handy book』編　Officeわぴちゃん 2007
- 『図解入門最新気象学のキホンがよ～くわかる本』秀和システム 2008
- 『街でよく見かける雑草や野草のくらしがわかる本 300種超の写真で見る生態図鑑 Handy & color illustrated book』秀和システム 2009
- 『図解入門最新天気図の読み方がよ～くわかる本』秀和システム 2010
- 『ひっつき虫観察便利帳 ふしぎが楽しい』いかだ社 2010
- 『校庭の雑草観察便利帳 ふしぎが楽しい』いかだ社 2011
- 『春!夏!秋!冬!里山の生きものがよ～くわかる図鑑 900種超の写真で見る生態図鑑 Handy & Color Illustrated Book』秀和システム 2011
- 『野菜観察便利帳 ふしぎが楽しい』いかだ社 2011
- 『気象予報士わぴちゃんのお天気観察図鑑 観察と実験』いかだ社 2012
- 『気象予報士わぴちゃんのお天気観察図鑑 季節の気象現象』いかだ社 2012
- 『気象予報士わぴちゃんのお天気観察図鑑 雲と空』いかだ社 2012
- 『散歩の花図鑑 この花なに?がひと目でわかる! 507種探しやすい花色別の開花順写真もくじ付き』新星出版社 2012
- 『最新気象学の応用と予報技術がよ～くわかる本』秀和システム 図解入門 2013
- 『散歩の樹木図鑑 この木なんの木?がひと目でわかる! 354種探しやすい花・果実・葉っぱ・樹皮の写真もくじ付き』新星出版社 2013
- 『雲の図鑑』ベスト新書 2014
- 『やさしい身近な自然観察図鑑 これなあに?に答える生きものガイド 植物』いかだ社 2014
- 『散歩の雲・空図鑑 あの雲なに?がひと目でわかる! 151種の雲や空の現象を解説』新星出版社 2015
- 『はれるんのお天気教室 明日は晴れるかな?』堀江譲絵 日本気象予報士会監修 東京堂出版 2015

### 共著
- 『どんぐりハンドブック 観察・工作・遊び』岩藤しおい共著 いかだ社 2008
- 『雲のコレクション 雲を見る、知る、集める』古川武彦共著 文・写真 洋泉社 2013
- 『気象の図鑑 空と天気の不思議がわかる』筆保弘徳監修・著 今井明子共著 技術評論社 まなびのずかん　2014
- 『図解オールカラーで直感的にわかる天気と気象がよくわかる本』岩槻秀明 他著 笠倉出版社 万物図鑑シリーズ　2014